# Latino Malabranca Orsini
Latino Malabranca Orsini (ur. ok. 1225, zm. 10 sierpnia 1294 w Perugii) − włoski duchowny katolicki, dominikanin, kardynał. 

## Życiorys
Bratanek papieża Mikołaja III, który na konsystorzu 12 marca 1278 mianował go kardynałem biskupem Ostia e Velletri oraz inkwizytorem generalnym i zwierzchnikiem papieskiej inkwizycji. Wikariusz generalny Rzymu od lipca do listopada 1279. Był jednym z liderów frakcji kardynałów przeciwnych Andegawenom. 19 maja 1285 wyświęcił na kapłana, a następnego dnia konsekrował na biskupa wybranego kilkanaście dni wcześniej papieża Honoriusza IV. W 1294 znacząco przyczynił się do wyboru Celestyna V. Zmarł w Perugii, ale jego szczątki spoczęły w rzymskim kościele S. Maria sopra Minerva. Dominikanie czczą go jako błogosławionego.